# Peter Kolosimo

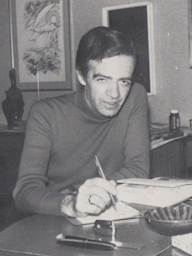
Peter Kolosimo (1972-73)

Peter Kolosimo, pseudoniem van Pier Domenico Colosimo (Modena, 15 december 1922 – Milaan, 23 maart 1984), was een Italiaanse journalist en schrijver. Hij wordt gerekend tot de grondleggers van de pseudo-archeologie (in het Italiaans: fantarcheologia), een controversieel onderwerp waarbij interpretaties van het verleden worden gemaakt die niet worden geaccepteerd door de gevestigde archeologische wetenschappelijke gemeenschap, Hij populariseerde ook theorieën over beweerd contact tussen buitenaardse wezens en oude menselijke beschavingen.